# Höngesberg
Höngesberg ist ein Weiler, der zur Stadt Lohmar im Rhein-Sieg-Kreis in Nordrhein-Westfalen gehört.

## Geographie
Höngesberg liegt in der Mitte der Gemeinde Lohmar. Umliegende Ortschaften und Weiler sind Wahlscheid im Norden, Stolzenbach und Hausen im Nordosten, Peisel im Osten, Röttgen und Kreuznaaf im Südosten, Reelsiefen im Südwesten, Scheiderhöhe im Westen, Hammerschbüchel und Hitzhof im Nordwesten.
Nordöstlich fließt ein namenloser orographisch rechter Nebenfluss der Agger durch Höngesberg. Die Agger fließt im Osten an Höngesberg entlang.
Im Norden und Nordosten ist Höngesberg von Waldflächen umgeben, im Südosten, Süden und Westen dominieren teilweise landwirtschaftlich genutzte Wiesenflächen. Im Osten von Höngesberg befindet sich ein Campingplatz an der Agger.

## Einwohner
1885 hatte Höngesberg sieben Wohnhäuser und 27 Einwohner.
Bis 1969 gehörte Höngesberg zu der bis dahin eigenständigen Gemeinde Scheiderhöhe.

## Verkehr
Höngesberg liegt westlich der Bundesstraße 484.